# Ивановский парашютный завод

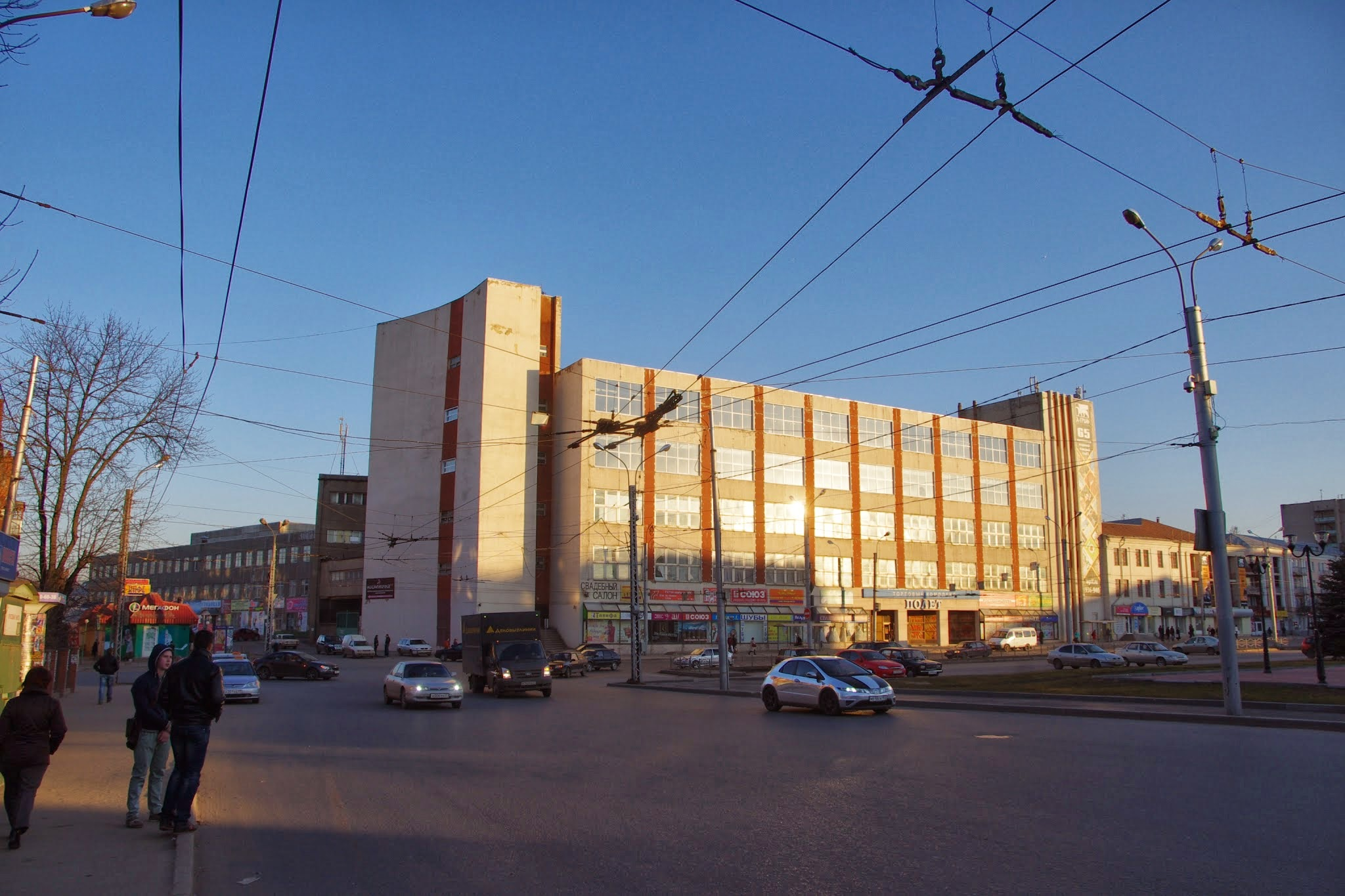
Старый производственный комплекс

Новый комплекс (слева). Здание металлопроизводства

Ивановский парашютный завод ОАО «Полёт» — предприятие по производству парашютной техники и специальной одежды, расположенное в городе Иваново.

## История
Предприятие основано в 1924 году по решению Иваново-Вознесенского губернского комитета Биржи труда как пошивочная мастерская на основе бывшей ситцепечатной фабрики ивановского промышленника и мецената Дмитрия Бурылина. Первоначальная численность 40 рабочих. Со временем производство расширялось и превратилось в фабрику «Ивгосшвей», которая выпускала рабочие костюмы и гражданские платья.
В 1930 году при фабрике открылась школа фабрично-заводского ученичества, на базе которой позднее было организовано профессионально-техническое училище (в настоящее время лицей № 33).
Во время Великой Отечественной войны предприятие перепрофилируется на пошив заказов военного ведомства — парашютной техники. В связи с этим фабрика была переименована в «Швейный завод № 3 Народного комиссариата легкой промышленности». Огромную роль в переводе швейной фабрики на производство парашютных систем сыграл главный инженер Михаил Иванович Миронов. Уже в августе 1941 года на завод поступили для срочного ремонта 12 тысяч парашютов разных конструкций, а 24 сентября начался массовый выпуск парашюта типа ПЛ-3М (парашют летчика). В 1942 году завод освоил другие типы парашютов: десантный ПД-41, парашют для осветительных бомб САБ-15, а также грузовой ПД-ММ.
В 1944 году завод был награждён орденом Трудового Красного Знамени («За образцовое выполнение заданий Правительства»). Ему передано на вечное хранение знамя Государственного комитета обороны, которое в настоящее время хранится в Краеведческом музее города Иваново. 1516 человек работников предприятия награждены медалью «За доблестный труд в Великой Отечественной войне 1941—1945 гг.».
В 1954 году, в связи с ростом объёмов выпускаемой продукции, на улице Багаева было построено новое трёхэтажное производственное помещение.
В 1974 году за высокое качество выпускаемой продукции завод награждён вторым орденом Трудового Красного Знамени.
В 1978 году было построено здание металлопроизводства на улице Парижской Коммуны. Завод стал предприятием полного цикла по производству парашютной техники, включая металлические комплектующие.
В 1986 году введен в эксплуатацию 5-этажный швейно-монтажный корпус на площади Победы.
В 1995 году предприятие реорганизуется в Открытое акционерное общество «Полёт» Ивановского Швейного завода № 3. В 2001 году ОАО «Полет» вошло в число лучших предприятий России, и было отмечено Дипломом Лауреата Всероссийского конкурса «Лучшие российские предприятия».
С 1997 по 2002 год генеральным директором предприятия был Васильев Валерий Николаевич.
Здание заводоуправления ещё в 1999 году было преобразовано под торговый центр, и затем на месте завода в центре Иванова решено создать общественное пространство под названием «Квартал Полёт» и с 2007 по 2011 год производство и заводоуправление с площади Победы было перенесено в здания металлопроизводства на улицу Парижской Коммуны, дом 86 в рамках инвестпроекта по переносу производственных мощностей из центра в промзону города, объем инвестиций в строительство и реконструкцию производства, покупку раскройного и швейного оборудования, новую котельную, благоустройство территории составил 360 млн рублей.
На 2012 год производственный комплекс занимал площадь в 9 тыс. м² и рассчитан на выпуск 10 тыс. парашютных систем в год. Основные цеха — пошивочный и подготовительный.
По итогам 2018 года выручка компании составила 3,2 млрд рублей, чистая прибыль — 715,9 млн рублей, на заводе работало 603 человека.
До 2019 года завод принадлежал сенатору Валерию Васильеву и его жене (на тот момент генеральному директору предприятия) Юлии Васильевой (Портновой).
В 2019 году завод был приобретён холдингом «Технодинамика», на 25 % принадлежащим корпорации Ростех, в марте 2020 года предприятие посетил В. В. Путин.
Осенью 2019 год у завода открыт памятник русскому изобретателю, создателю авиационного ранцевого парашюта Глебу Котельникову.
В 2021 году предприятием отгружено почти 150 тыс. единиц продукции, на предприятии трудятся 546 человек.
В марте 2022 года корпорацией «Ростех» начато создание на базе предприятия «парашютного кластера».

## Продукция
Предприятие производит широкий спектр парашютных систем, унифицированных узлов для всех систем и вещевое имущество.